# Austroclimaciella quadrituberculata
Austroclimaciella quadrituberculata là một loài côn trùng trong họ Mantispidae thuộc bộ Neuroptera. Loài này được Westwood miêu tả năm 1852.